# 아오역
아오역(일본어: 粟生駅 あおえき[*])은 일본 효고현 오노시에 위치한 서일본 여객철도 · 호조 철도 · 고베 전철의 철도역이다. JR 서일본 가코가와 선의 소속역이며, 이 역을 기.종점으로 하고 있는 호조 철도의 호조 선과 고베 전철의 아오 선 등 3개의 노선이 운행하고 있다. 역 번호는 고베 전철의 경우 KB59번이고, 혼합식 승강장 3면 4선의 구조를 갖춘 지상역이다.

## 타는 곳
| 4 | ■ 고베 전철 아오 선 |      | 미키・신카이치 방면       | 아리마온센・산다・우디타운추오 방면은 스즈란다이에서 환승 |
| 2 | ■ JR 가코가와 선    | 상행 | 가코가와 방면             | 당 역 시발의 일부는 1번 승강장                            |
| 1 | ■ JR 가코가와 선    | 하행 | 니시와키시・다니카와 방면 |                                                           |
| 3 | ■ 호조 철도 호조 선 |      | 호조마치 방면             |                                                           |

## 이용 현황
| 연도     | JR 서일본 | 고베 전철 | 연도     | JR 서일본 | 고베 전철 |
| 2000년도 | 911       | 956       | 2007년도 | 823       | 815       |
| 2001년도 | 839       | 903       | 2008년도 | 898       | 823       |
| 2002년도 | 850       | 904       | 2009년도 | 865       | 775       |
| 2003년도 | 773       | 866       | 2010년도 | 896       | 803       |
| 2004년도 | 749       | 819       | 2011년도 | 853       | 796       |
| 2005년도 | 797       | 817       | 2012년도 | 888       | 809       |
| 2006년도 | 788       | 829       | 2013년도 | 935       | 807       |
| -------- | --------- | --------- | -------- | --------- | --------- |

## 역 주변
- 가와이 우체국

## 인접 역
| 서일본 여객철도 가코가와 선 | 서일본 여객철도 가코가와 선 | 서일본 여객철도 가코가와 선 |
| --------------------------- | --------------------------- | --------------------------- |
| 오노마치 가코가와 방면      | ■ 가코가와 선               | 가와이니시 다니카와 방면    |
| 호조 철도 ■ 호조 선 호조 선 |                             |                             |
| 시·종착역                   |                             | 아비키 호조마치 방면        |
| 고베 전철 아오 선           |                             |                             |
| KB58 하타 스즈란다이 방면   | ■ 쾌속 ■ 급행 ■ 준급 ■ 보통 | 시·종착역                   |